# Ludwig I. (Waadt)
Ludwig von Savoyen (* nach 1253; † 13. Januar 1302 in Neapel) war ein Adliger aus dem Königreich Arelat. Er war erster Herr der Waadt.

## Herkunft und Jugend
Ludwig entstammte dem Haus Savoyen. Er war der jüngste Sohn von Thomas II. von Savoyen und dessen Frau Beatrice dei Fieschi. Sein Vater war ein jüngerer Bruder von Graf Amadeus IV. von Savoyen. Als Vasall seines Bruders war er Graf von Piemont. Nach dem Tod von Amadeus übernahm er bis zu seinem Tod 1259 die Regentschaft für Amadeus minderjährigen Sohn Bonifaz. Über die Kindheit von Ludwig gibt es unterschiedliche Angaben. Nach Bernard Andenmatten war er als jüngerer Sohn ursprünglich für eine geistliche Laufbahn vorgesehen und besaß bereits Benefizien in England. Dann nahm er vermutlich 1270/71 am Kreuzzug Ludwigs des Heiligen teil. Nach Eugene Cox begleitete er 1270 seine älteren Brüder Thomas III. und Amadeus V. nach England. Dort hatte ihr verstorbener Onkel Peter von Savoyen ihnen umfangreiche Besitzungen vermacht. Der englische König Heinrich III., der mit ihrer Cousine Eleonore von der Provence verheiratet war, hatte aber die Besitzungen bereits an seinen Sohn Eduard vergeben. Die Brüder erkannten, dass sie nicht wie ihre Onkel in England Karriere machen konnten, und kehrten über Paris nach Savoyen zurück.

## Unterstützer des französischen Königs
1280 lebte Ludwig in Paris, wo seine Cousine Margarete von der Provence als Witwe von König Ludwig IX. noch erheblichen Einfluss hatte. 1280 beauftragte ihn der französische König Philipp III., in einem Streit des kriegerischen Bischofs Amadeus von Valence-Die zu vermitteln. Der Bischof belagerte während einer Fehde die Stadt Romans-sur-Isère und wurde dabei von Ludwigs Onkel Graf Philipp von Savoyen unterstützt. Offenbar konnte Ludwig seinen Onkel bewegen, den Bischof nicht weiter zu unterstützen, so dass der Konflikt schließlich geschlichtet werden konnte.

## Militär im Dienst seines Onkels Philipp von Savoyen
Ab 1282 unterstützte Ludwig wie sein Bruder Amadeus seinen Onkel Philipp in einer Fehde gegen ihre Cousine Beatrix, die verwitwete Dauphine von Viennois. Ende 1282 eroberte er die Burg von La Buissière. Anschließend leitete er über Grenoble einen Angriff auf das Grésivaudan. Im Frühjahr 1283 griff jedoch der römisch-deutsche König Rudolf I. von Habsburg auf der Seite der Dauphine in den Krieg ein und führte einen Feldzug gegen die Besitzungen von Graf Philipp im Waadtland. Diese gehörten nach den Plänen des greisen Graf Philipp zum Erbe von Ludwig, weshalb ihm bereits im September 1281 in Moudon gehuldigt worden war. Ab Juni 1283 belagerten Truppen von König Rudolf Payerne. Ludwig versuchte vergeblich, die Stadt zu entsetzen, worauf sich die ausgehungerte Besatzung im Dezember 1283 ergeben musste. Im Auftrag von Graf Philipp schloss Amadeus schließlich einen Frieden mit dem König, in dem er Gebietsverluste im Waadtland akzeptieren musste. Der Krieg gegen die Dauphine und ihren Schwiegersohn Humbert de la Tour ging aber weiter. 1284 wehrte Ludwig Angriffe von Verbündeten von Humbert auf das Waadtland ab.

## Erbstreit mit seinem Bruder Amadeus
1282 oder vermutlich eher 1283 konnte Ludwig schließlich dank der Vermittlung von Aymer IV. von Valentinois und des französischen Königs Jeanne de Montfort heiraten. Sie war die Witwe von Graf Guigues VI. von Forez und brachte als Mitgift Besitzungen in Bugey und in Valromey mit in die Ehe. Zusammen mit den Besitzungen im Waadtland hatte Ludwig somit für einen jüngeren Sohn umfangreiche Besitzungen erhalten. Dennoch fühlte er sich durch die Erbaufteilung seines Onkels Philipp benachteiligt, der seinen Bruder Amadeus als Haupterben vorgesehen hatte. Durch den Frieden mit Habsburg waren wesentliche Teile des Waadtlands verloren gegangen, und dazu beanspruchte Amadeus Moudon und Romont als alte Besitzungen von Savoyen. Nur mit Mühe konnte die Familie einen gewalttätigen Erbstreit zwischen den Brüdern verhindern. Graf Philipp starb im August 1285, doch erst durch Vermittlung der beiden Cousinen, Margarete von Frankreich und Eleonore von England, konnte der Erbstreit im Januar 1286 beigelegt werden. Danach erhielt Ludwig alle Besitzungen im Waadtland einschließlich von Moudon und Romont. Dazu erhielt er Saillon und Conthey im Wallis sowie Pierre-Châtel in Bugey als Lehen seines Bruders.

## Herr des Waadtlands
Ludwig baute die Stellung des Hauses Savoyen im Gebiet nordwestlich des Genfer Sees durch die Gründung von Morges aus und besiegte die Herren von Cossonay, deren Kastelaneien Nyon und Prangins er beschlagnahmte. Er gründete 1295/96 das Franziskanerkloster in Nyon und erwarb 1297 das Burgrecht von Bern, befand sich jedoch 1298 in der Schlacht am Dornbühl überraschend in den Reihen der Gegner Berns. Ludwig starb 1302 in Neapel am Hof Karls II. von Anjou.

## Familie
Ludwig begründete die Linie der Herren der Waadt als Seitenlinie des Hauses Savoyen. In erster Ehe hatte er Adeline von Lothringen (* vor 1251; † vor 1278) geheiratet, eine Tochter von Matthäus II., Herzog von Lothringen und Katharina von Limbur. Sie hatten eine Tochter
- Laura (* vor 1278; † 1334) ⚭ Johann I. Graf von Forez

Mit seiner zweiten Frau Jeanne de Montfort, der Witwe des Grafen von Forez und Tochter von Philipp II. von Montfort und Jeanne de Lévis hatte er zehn Kinder:
- Margarete († 1313) ⚭ I (1293) Jean de Salins, Herr von Vignory und Saint-Dizier († vor 1307) ⚭ II (1309) Simon von Saarbrücken († 1325), Sohn des Grafen Johann I. von Saarbrücken (Maison de Broyes)
- Johanna († nach 29. Oktober 1360) ⚭ Guillaume de Joinville, Herr von Gex († nach  1310)
- Ludwig, Herr der Waadt († 1349) ⚭ (1309) Isabelle de Chalon († 1352/59), Tochter von Jean de Chalon, Herr von Arlay
- Peter († 1312)
- Beatrix († nach 10. März 1356) ⚭ (1301) Geoffroy I., Herr von Clermont († 1332)
- Eleonore († 1335) ⚭ (1294) Rudolf von Neuenburg († 1343)
- Katharina († 1305)
- Blanche († nach April 1323) ⚭ (1303) Pierre de Grandson, Herr von Belmont
- Wilhelm (* nach November 1293; † vor 1344) ⚭ Nicole d'Alamant
- Isabella (* nach November 1293) ⚭ Humbert II. de Montluel